# Margaretha Roosenboom
Margaretha Roosenboom (La Haya, 24 de octubre de 1843 - Voorburg, 26 de diciembre de 1896), fue una pintora neerlandesa del siglo XIX.

## Biografía
Era hija de Nicolas Roosenboom y Maria Schelfhout. Fue alumna de su padre en Bruselas donde creció, y en 1867 se trasladó a La Haya para aprender pintura de acuarela con su abuelo Andreas Schelfhout. Fue una niña prodigio que mostró su trabajo en el Pulchri Studio a la edad de 16, aunque fue miembro a partir de 1878. En 1887 se trasladó a vivir con su prima Maria Henrietta Catherina van Wielik, que estaba casada con el pintor Johannes Gijsbert Vogel. Después de que su prima falleció en 1892 contrajo matrimonio con Vogel en el mismo año en Voorburg.
Envió su trabajo a exposiciones extranjeras y ganó premios en la Exposición Universal de Viena de 1873, en la Exposición Mundial Colombina de Chicago de 1893 y en la Feria Mundial de Atlanta de 1895. Firmó sus trabajos como «Marguerite» y es conocida principalmente por sus bodegones de fruta y flores. Tuvo bastantes alumnas femeninas, incluyendo a Adrienne van Hogendorp-s' Jacob, que mostró también algunas obras en Chicago el año 1893.
Falleció en Voorburg relativamente joven por las heridas sufridas en una caída.